# Prodigy (Ritchie Gilmore)
Prodigy, il cui vero nome è Richard "Ritchie" Gilmore, è un personaggio dei fumetti creato da Joseph Harris e Adam Pollina e pubblicato dalla Marvel Comics. Appare per la prima volta in Slingers n.0 (dicembre 1998).

## Biografia del personaggio

### Le origini
Ritchie Gilmore è capitano della squadra di wrestling del suo college e uno dei ragazzi più popolari della scuola, ma desidera di più dalla vita: vuole diventare più forte e potente. Così Black Marvel gli consegna il costume di Prodigy e quindi la possibilità di diventare qualcosa di migliore. Il costume è imbevuto di potere conferendogli forza sovrumana e la capacità di spiccare salti talmente lunghi da far credere che sia in grado di volare; inoltre, grazie al mantello è in grado di planare nell'aria. Black Marvel rende Ritchie il capitano della sua nuova squadra di supereroi, gli Slingers. Nei panni di Prodigy, Ritchie può finalmente essere la persona che ha sempre voluto scoprendo che la vita del supereroe è estremamente piacevole. Tuttavia, il suo comportamento verso gli altri membri di squadra è freddo e distaccato, infatti non mostra il minimo dispiacere quando il compagno Dusk muore e non risulta sorpreso neppure quando quest'ultimo torna in vita. Prodigy si sente come se non fosse costretto ad aiutare il suo gruppo e ritiene che i compagni debbano affrontare i problemi contando unicamente sulle proprie forze. È incline a combattere gli amici esattamente come i nemici. Quando sente che Ricochet sta mettendo in discussione la sua autorità di capo, lo attacca e solo un intervento di Hornet lo ferma dal ferire il compagno.
Prodigy scopre in seguito che Black Marvel, per ottenere il costume, aveva fatto un patto con Mefisto ottenendolo in cambio della propria anima. Mentre gli altri membri degli Slingers accorrono in aiuto a Black Marvel, Prodigy li abbandona per poi ricredersi salvando Ricochet da uno stato di trance provocato da un'illusione rappresentante l'immagine della madre deceduta, dopodiché aiuta la sua squadra a trarre definitivamente in salvo l'anima di Black Marvel. Nonostante il buon fine dell'impresa e le successive scuse di Prodigy il teeam si scioglie; l'eroe, preso atto delle sue mancanze di leader, dichiara di voler andare a trovare la nonna che non vede da tempo.

### Civil War
Durante la Civil War Prodigy si schiera apertamente contro l'Atto di Registrazione dei Superumani. Affronta una lotta contro Iron Man e gli agenti S.H.I.E.L.D. uscendone sconfitto e venendo deportato nelle speciali prigioni situate all'interno della Zona Negativa in cui risiedono coloro che come lui si sono opposti alla registrazione. Viene in seguito liberato da Hulkling trasformatosi in Hank Pym per poi unirsi al gruppo di Capitan America nella lotta finale.
Terminata la Civil War, Prodigy viene reclutato per l'Iniziativa dei 50 Stati in cambio della libertà.
Prende parte, inoltre, al combattimento contro l'invasione degli Skrull in Secret Invasion al termine del quale viene messo in un periodo di prova prima di essere designato ad un team dell'Iniziativa. Entra in seguito a far parte degli Heavy Hitters, il gruppo assegnato allo stato del Nevada.

## Poteri e abilità
Il costume di Prodigy è infuso di poteri mistici in grado di conferirgli forza, velocità e resistenza sovrumane. Può inoltre percorrere immense distanze con i salti tanto da dare l'impressione di volare. Il costume dorato è resistente ai proiettili e alla maggior parte degli attacchi fisici. Il suo mantello funziona da deltaplano, permettendogli di planare sfruttando le correnti d'aria.
Prodigy può anche contare sulle proprie spiccate capacità di wrestler, essendo stato il capitano della sua squadra nella Empire State University, utilizza spesso queste tecniche nei combattimenti.

## Altri Media

### Videogiochi
- Prodigy appare in Spider-Man 2 come costume alternativo raddoppiando il danno inferto e consentendo al giocatore di saltare più lontano.
- Appare anche in Marvel: La Grande Alleanza 2 come boss di livello.
- È infine un costume scaricabile in Spider-Man: Edge of Time.